# Palivový článek

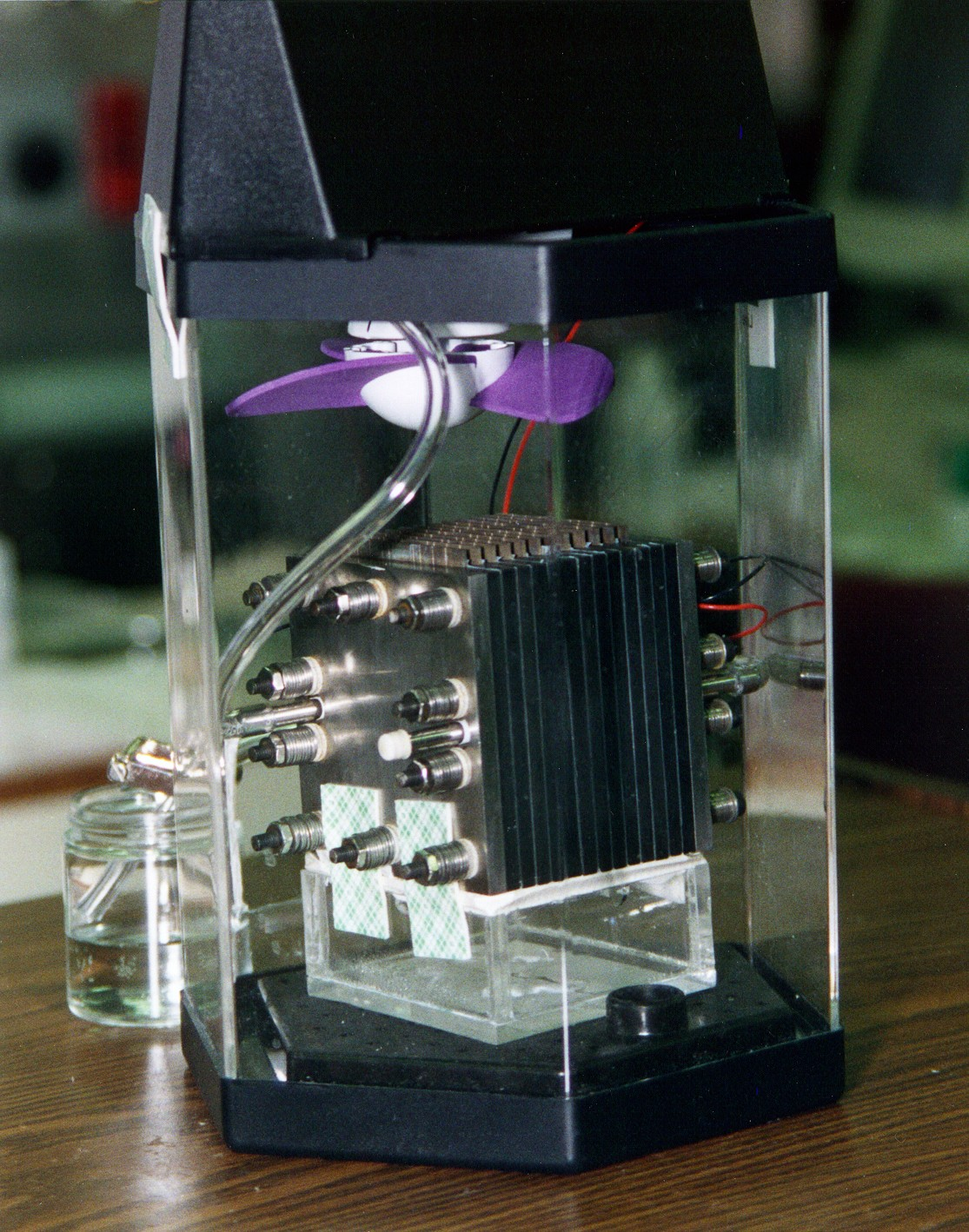
Demonstrační model methanolového palivového článku.

Palivový článek (angl. fuel cell) je elektrochemické zařízení přeměňující přímo chemickou energii paliva a okysličovadla na energii elektrickou. V podstatě jde o galvanický článek, skládající se ze dvou elektrod oddělených membránou nebo elektrolytem. K záporné elektrodě (anodě) je přiváděno palivo, ke kladné elektrodě (katodě) pak  okysličovadlo. V prostoru mezi elektrodami se pak obě látky katalyticky slučují. Palivový článek může teoreticky pracovat nepřetržitě, dokud není přerušen přívod paliva nebo okysličovadla k elektrodám, protože ty jsou katalyticky i reaktivně stabilní.
Existuje mnoho kombinací paliva a okysličovadla. Např. kyslíko-vodíkový článek používá vodík jako palivo a kyslík jako okysličovadlo, přičemž jako odpad produkuje čistou vodu. Jiné články užívají jako paliva uhlovodíky a alkoholy. Místo čistého kyslíku se jako okysličovadla může použít například vzduch, chlór nebo oxid chloričitý.

## Úvodem

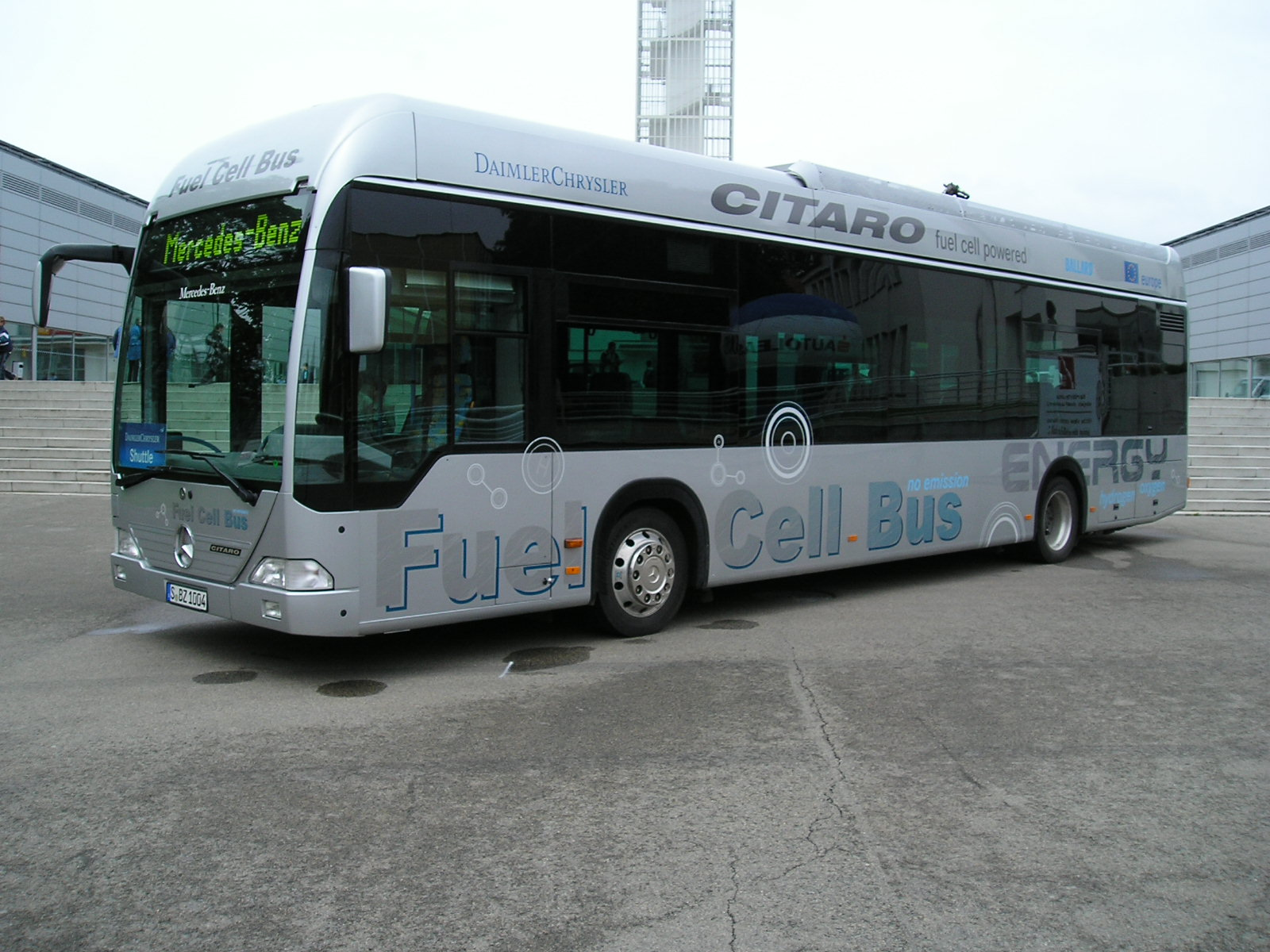
Autobus Mercedes-Benz s pohonem na palivové články.

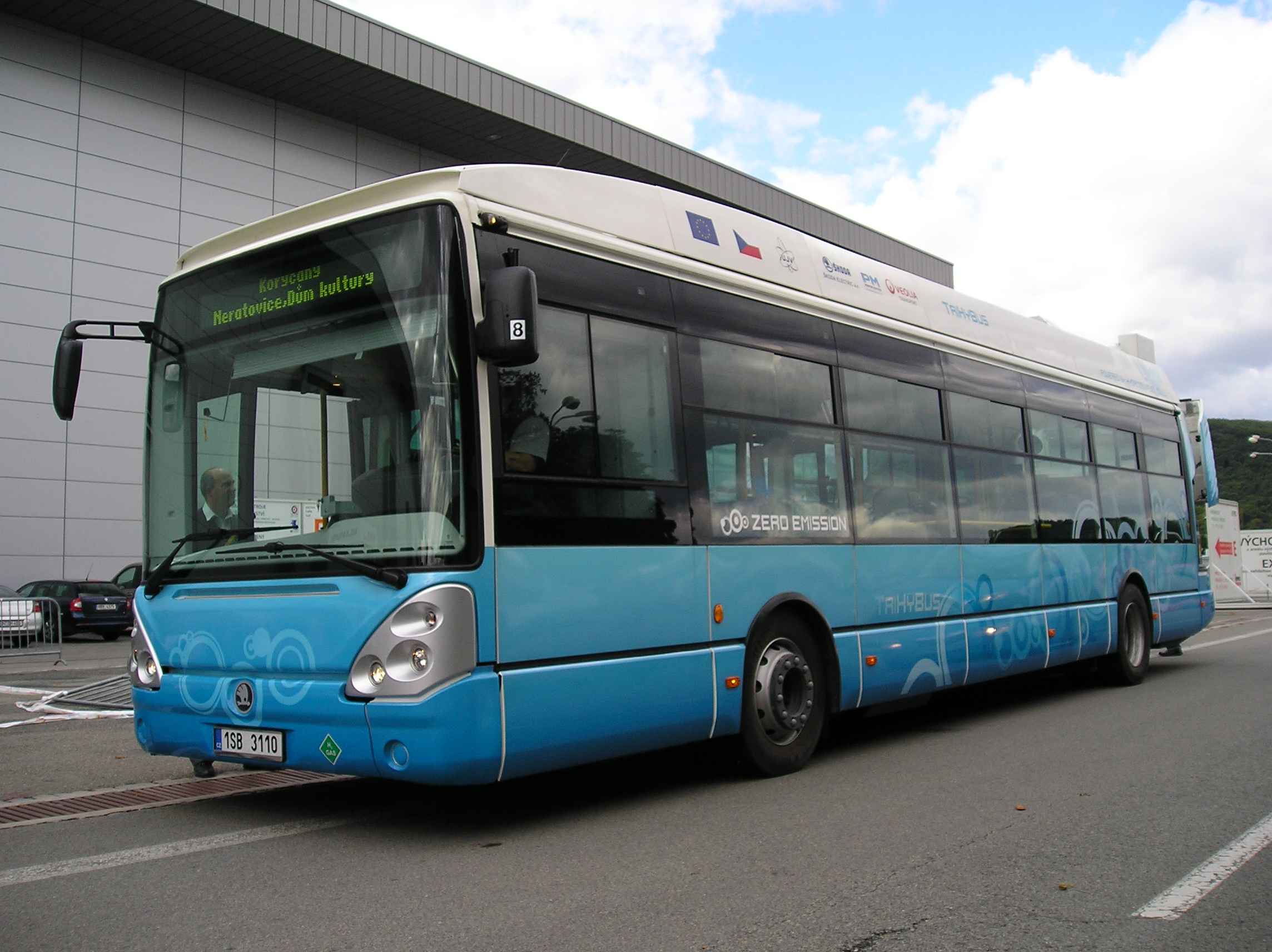
TriHyBus na Mezinárodním strojírenském veletrhu Brno 2010

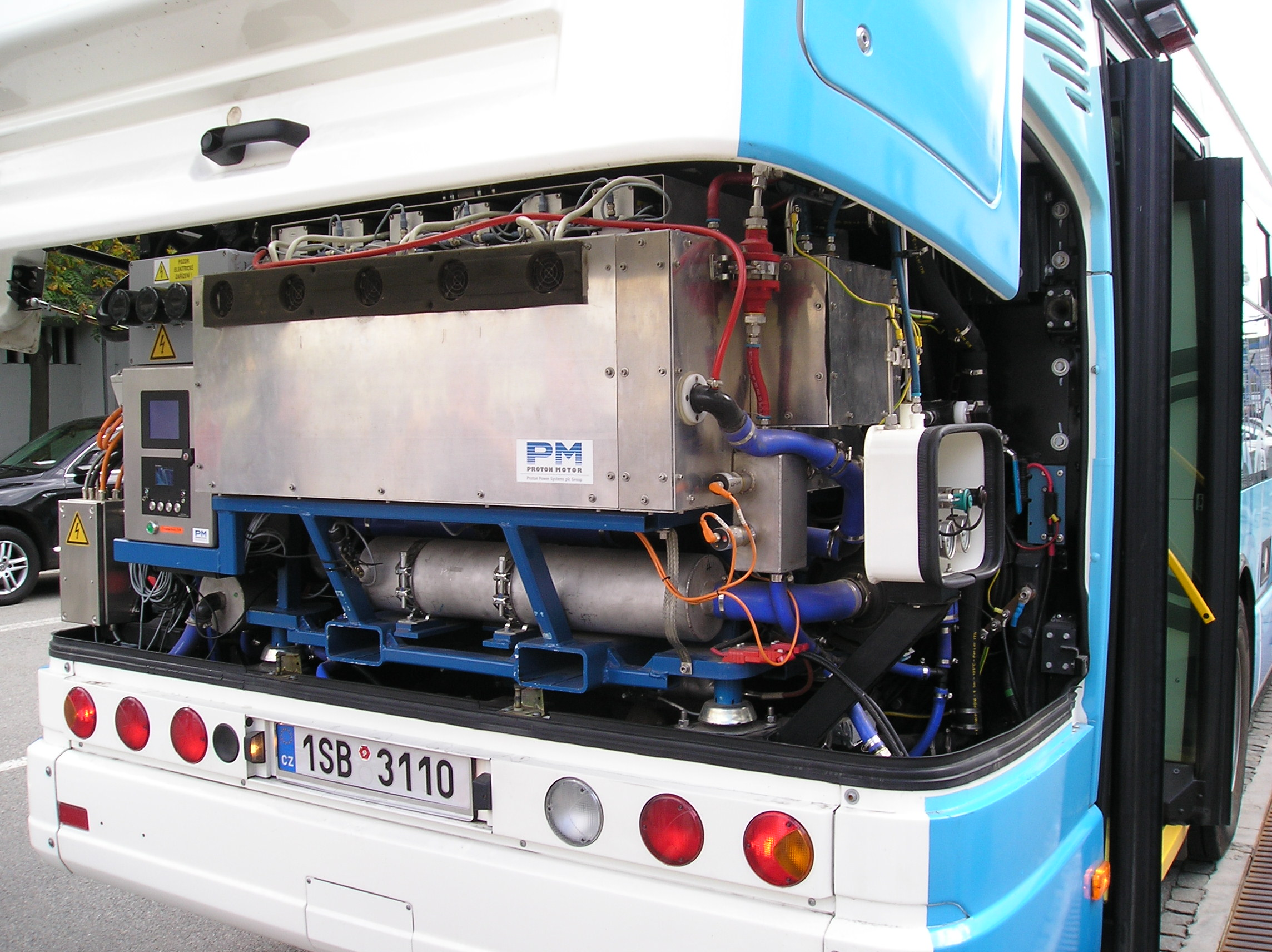
Palivový článek

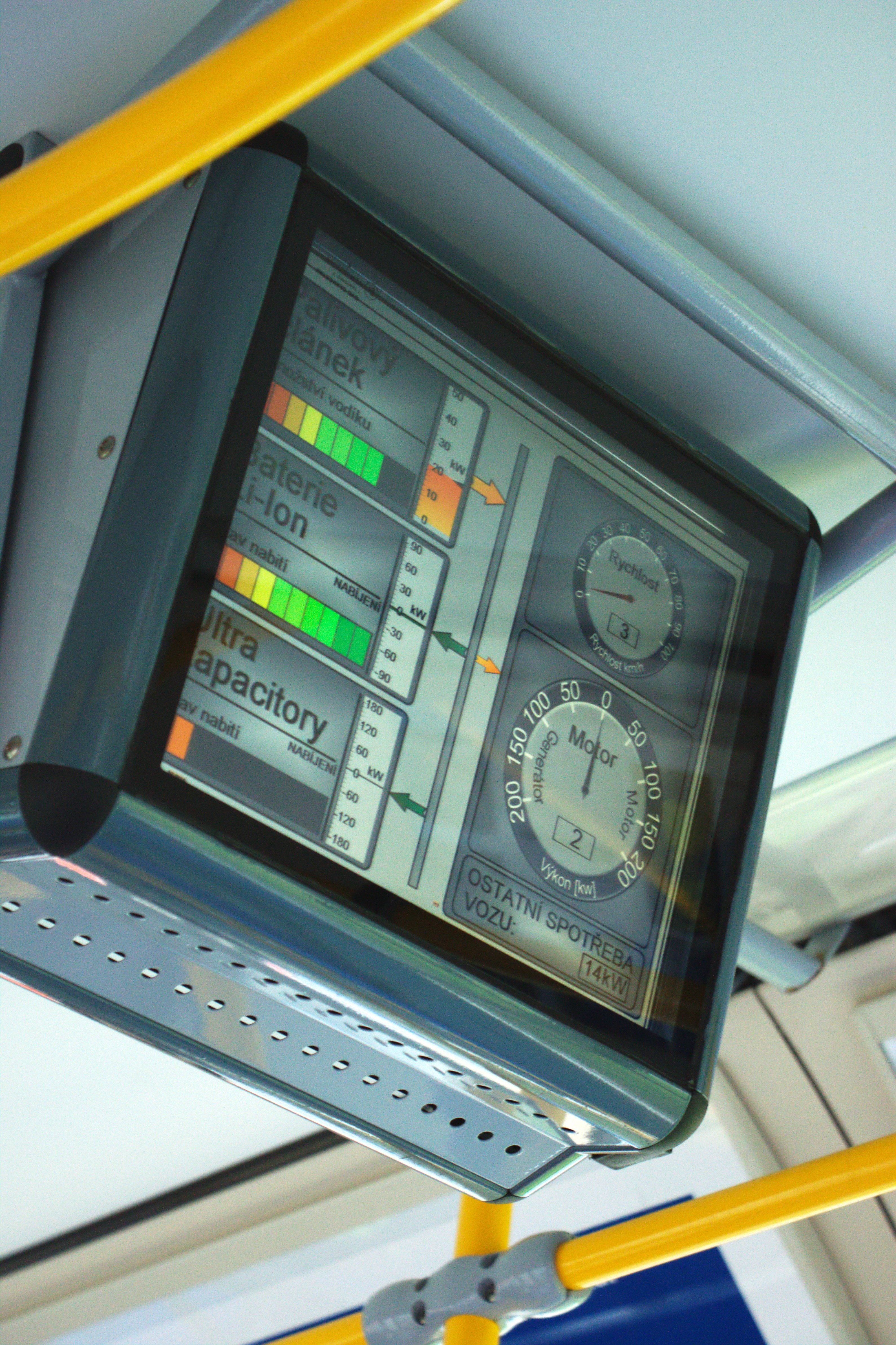
Sledování využití baterií

Na rozdíl od generátorů, kde se chemická energie paliva přeměňuje na elektrickou postupně, spalováním a za pomoci mechanického pohybu, palivové články získávají elektrickou energii z energie chemické přímo, bez ztrátových mezistupňů, a proto by měly být účinnější, jednodušší a spolehlivější. Zatím však jejich využití částečně brání technické překážky.
V současnosti se nejvíce nadějí vkládá do kyslíko-vodíkového palivového článku v rámci vodíkového pohonu automobilů. Některé studie však tvrdí, že tyto články jsou prozatím z hlediska ekologie zatíženy obtížným získáváním vodíku za pomoci elektrolýzy. Potřebný kyslík pro palivový článek je možno získávat z atmosféry.
Skladování vodíku v automobilových nádržích je v neustálém vývoji. Vodík je ve směsi se vzduchem vysoce výbušný. Dlouhodobé skladování vodíku v nádržích naráží na jejich těsnost. Rozměry molekuly vodíku a mezimolekulární rozměry materiálu nádrže jsou srovnatelné. Proto nelze nádrže dokonale utěsnit. Současné vodíkové nádrže pracují s provozními tlaky 35 MPa (350 bar). Moderní výzkumy ukazují na použití směsi železa a titanu jako stabilizátoru. Palivové články byly využity u projektu TriHyBus (původně H2bus), což je označení pro český hybridní autobus na vodíkový pohon, elektrobus čerpající energii z palivových článků, který byl vyvíjen od roku 2006 Ústavem jaderného výzkumu v Řeži.
Energeticky nejúčinnějším způsobem výroby vodíku je v současnosti přímá přeměna fosilních paliv, zejména parní transformací s účinností kolem 70 %. Jako další možnost se nabízí elektrolýza vody s hlavním vstupem v podobě elektrické energie a s účinností 60–70 %. Využití elektřiny pro získání vodíku je výhodné ve spolupráci s jadernou elektrárnou v době energetického sedla, kdy je přebytek nabídky energie. Elektrolýza vody a skladování vodíku tak částečně řeší „skladování elektřiny“. Zatím velkou část elektřiny produkují uhelné elektrárny, jejichž celková účinnost se pohybuje kolem 40 % a někdy i podstatně níže. Účinnost samotného palivového článku je obecně v rozmezí 40–60 %, takže účinnost přeměny (elektřina → vodík → elektřina) dosahuje jen asi 30–40 %. Celková účinnost přeměny (uhlí → elektřina → vodík → elektřina) pak vychází přibližně 12–16 %. Pro srovnání lze uvést například vznětový motor s účinností přeměny (nafta → mechanická práce) kolem 40 % a samotný lithium-iontový akumulátor s účinností přeměny (elektřina → chemická energie → elektřina) 80–90 %[zdroj?], kde celková účinnost přeměny včetně výroby elektřiny (uhlí → elektřina → chemická energie → elektřina) pak činí asi 32–36 %. Je tedy zřejmé, že pro dosažení dobré účinnosti celého řetězce je potřeba minimalizovat počet přeměn, čemuž zatím nejvíce vyhovuje spalovací motor na fosilní paliva, kde měníme přímo tepelnou energii paliva na mechanickou práci, zatímco u palivového článku či pohonu akumulátorem je těch přeměn mnohem více (uhlí → elektřina → chemická energie → elektřina → mechanická práce).
Pro porovnání přeměny energií pro získání el. energie (zanedbává se příp. těžba, příprava i doprava paliva):
- Tepelná elektrárna přemění palivo (převážně fosilní) okysličením na tepelnou energii spalin, předá ji vodě a vznikne pára s tlakem v kotli. V turbíně se mění tlak a rychlost páry na mechanickou energii. Mechanická energie se v elektromagnetickém poli generátoru mění na elektrickou energii. Účinnost je velmi malá do 40 %.
- V bateriích (obvyklých monočláncích) = primárních zdrojích je palivem chemická energie elektrodami přeměňována na elektrickou, a to jak při odběru proudu tak v menší míře i mimo odběr. Přeměna chemické energie na elektrickou je jednosměrná, nevratná. Účinnost je velmi vysoká nad 90 %.
- V akumulátorech = sekundárních zdrojích dochází jak k přeměně chemické energie elektrolytu a elektrod na energii elektrickou, tak k opačnému procesu při nabíjení. K vybíjecí reakci dochází v menší míře i mimo odběr. Účinnost nabíjení i vybíjení je velmi vysoká 80–90 %.
- V palivovém článku se elektrody chemické reakce neúčastní, reaguje zde palivo s okysličovadlem, a to v menší míře i mimo odběr. Účinnost je vysoká 60 %.

Palivové články jsou využívány ve specifických případech, například v ponorkách nebo byly využívány v raketoplánech. V současnosti vzrůstá využití v dalších civilních oborech. Britové za pomoci univerzity v Birminghamu testují vlak HydroFLEX: The UK's first Hydrogen train (2019).

## Historie
Princip palivového článku byl objeven už v roce 1838 švýcarským vědcem Christianem Friedrich Schönbeinem. Popsal jej v publikaci, která vyšla v lednu 1839. Na základě této teoretické práce sestavil první fungující prototyp Sir William Growe. Termín „Palivový článek“ patrně použili jako první v roce 1889 Charles Langer a Ludwig Mond, kteří se pokusili vyvinout článek napájený svítiplynem. Jejich článek byl ale příliš drahý. Tvůrcem názvu mohl být i William Jacques, který poprvé zkusil jako elektrolyt použít v článku kyselinu fosforečnou.
Po vynálezu dynama Wernerem von Siemensem palivový článek upadl částečně v zapomnění.
První použitelný článek o výkonu 5 kW prezentoval jeho vynálezce Francis Thomas Bacon v roce 1959.
Svou skutečnou renesanci zažil palivový článek v 60. letech 20. století. Bylo to především díky kosmickému výzkumu, protože článek má proti jiným zdrojům výhodnější poměr energie/hmotnost. Byly jimi například vybaveny kosmické lodi programu Apollo, ale byly zdrojem energie i pro raketoplány. Navíc odpadním produktem vodíko-kyslíkového článku je voda, která mohla být využita ve vodním režimu raketoplánu.
Roku 1802 Sir Davy Humphrey dokázal pomocí elektrického proudu rozložit vodu na kyslík a vodík. Při svých experimentech přišel na zajímavý fakt, že po odpojení zdroje elektrického proudu dojde na elektrodách k vytvoření slabého náboje. Bohužel zatím nebyl schopen tento jev uspokojivě vysvětlit.
V lednu 1839 německo-švýcarský chemik Christian Friedrich Schönbein publikoval článek o objevu ozónu a o reakci kyslíku a vodíku, kdy na elektrodách lze zjistit elektrický potenciál.
V září 1839 anglický chemik William Grove publikoval článek o použití „plyngalvanické baterie“. V tomto článku popisuje vznik elektrické energie reakcí vodíku a kyslíku. Díky tomuto počinu je Grove považován za „otce“ palivových článků. Roku 1843 tuto problematiku dále rozebírá v článku, který je zaměřen na uchovávání elektrické energie pomocí plynů.
V roce 1866 vynalezl Werner von Siemens dynamo, které odsunulo palivový článek coby zdroj elektrického proudu na druhou kolej.
Termín palivový článek jako první použili Charles Langer a Ludwig Mond roku 1889, kdy se pokusili vyvinout článek využívající coby palivo svítiplyn. Tento článek však byl příliš drahý, a to i přes zlepšení Williama Jacquese, který použil jako elektrolyt kyselinu fosforečnou.
V roce 1932 konstruuje Francis Bacon první v praxi použitelný palivový článek, kde jako elektrolyt slouží hydroxid draselný.
Roku 1952 Francis Bacon již disponuje zdrojem o výkonu 5 kW.
Harry Karl Ihrig sestrojil roku 1959 pro firmu Allis Chalmers traktor o výkonu 15 kW s AFC využívajícím KOH.
Velký rozvoj ve výzkumu palivových článků nastal v 60. letech 20. století. Na možnosti využití palivových článků se zaměřil kosmický výzkum a to z důvodů výhodného poměru energie/hmotnost, vodík byl používán jako kapalné palivo v raketoplánech. Voda coby odpadní produkt nalezla uplatnění ve vodním hospodářství vesmírného modulu. Palivovými články tak byly vybaveny kosmické lodě programu Apollo, v každém raketoplánu byly umístěny tři palivové články, každý o trvalém výkonu 7 kW a špičkovém 12 kW.
Po druhé světové válce má německé námořnictvo zákaz používání jaderných ponorek, z tohoto důvodu hledalo náhradní řešení zdroje elektrické energie. Jako jedna z eventualit se ukázalo použití palivových článků, kdy ve starších generacích plavidel byly používány články o výkonu 30 kW a v novějších jsou již používány články o výkonu 120 kW.
V letech 2005–2008 byla v Norsku zprovozněna první vodíková dálnice s názvem HyNor o délce 560 km.
V roce 2008 byla v USA zprovozněna ve městech Los Angeles, San Francisco a Las Vegas síť tankovacích stanic na vodík a půjčoven automobilů s palivovým článkem. Jedná se o vozidla FCX Clarity od firmy Honda s PEM palivovým článkem o výkonu 100 kW.
V červnu 2009 byl České republice zprovozněn TriHyBus, jedná se o první autobus s palivovým článkem v bývalém východním bloku.
V říjnu 2009 byla v Neratovicích zprovozněna první tankovací stanice na vodík v zemích bývalého východního bloku.

## Typy palivových článků
Palivové články lze třídit dle provozní teploty na nízkoteplotní a vysokoteplotní. Dalším kritériem je použitý elektrolyt

### Palivové články s alkalickým elektrolytem (AFC)
Patří mezi nejstarší palivové články, jako elektrolyt využívají vodný roztok alkalického hydroxidu (NaOH, KOH) zafixovaný do nejčastěji azbestové matrice. Při koncentracích 85 wt. %, kdy se již jedná o taveninu KOH, může provozní teplota dosahovat až 230 °C. Při koncentracích 35–45 wt. % se již jedná o vodný roztok, kdy provozní teplota bývá do 92 °C. Coby palivo slouží čistý vodík a jako oxidační činidlo čistý kyslík, nebo vzduch zbavený oxidu uhličitého, který by reagoval spolu s elektrolytem podle rovnice:
2 KOH + CO2 → K2CO3 + H2O	
Uhličitan draselný, který při této reakci vzniká by nám zanesl azbestovou matrici. V takovýchto palivových článcích lze použít veliké množství typů katalyzátorů, nejsme tedy odkázání pouze na katalyzátory na bázi platiny. Jako katalyzátory se uplatňují Ni a Ag, jejich oxidy a ušlechtilé kovy. Tyto palivové články se uplatňují především ve vesmírných a vojenských aplikacích.
2 H2O + O2 + 4e- → 4 OH−
2 OH− + H2 → 2 H2O + 2 e−

### Palivové články s polymerní membránou (PEMFC)
Funkci elektrolytu zde plní polymerní membrána vodivá pro vodíkové ionty (protony), někdy se proto používá termín „proton exchange membrane“, která však musí být zvlhčována. V drtivé většině se jedná o sulfonované fluoropolymery, nejčastěji se jedná o Nafion®. Jako katalyzátor se nejčastěji používá platina, nebo slitiny platinových kovů, které jsou nanesené na povrch GDL (plynově difúzní vrstva) a tak vytváří GDE (plynově difúzní elektroda), GDL s zafixovaným katalyzátorem. Jako palivo slouží vodík, nebo metanol a jako okysličovadlo kyslík, nebo vzduch. Pracovní teplota je do 90 °C, což umožňuje okamžité flexibilní použití, nevýhodou je vysoká citlivost katalyzátoru na katalytické jedy, především na oxid uhelnatý. Tento palivový článek se hodí pro mobilní zařízení.

### Palivové články s kyselinou fosforečnou (PAFC)
V tomto palivovém článku jako elektrolyt slouží 100% kyselina fosforečná fixovaná v matrici. Jako matrice může být použit PTFE, SiC, nebo azbest, popřípadě PolyBenziImidazol. Bohužel kyselina fosforečná se sorbuje na platinové katalyzátory a také působí korozní potíže. Tyto palivové články pracují při teplotách 150–220 °C. Výhodou této teploty nad 180 °C je posunutí rovnovážné konstanty rovnice 4 ve prospěch oxidu uhličitého. Díky tomuto faktu odpadá problém s otravou oxidem uhelnatým, díky čemuž lze použít přímo plyn z parního reformingu.
CO + H2O ↔ CO2 + 2H+ + 2e−
Jako katalyzátor je používána platina, kdy v současnosti došlo k významnému poklesu množství použité platiny. Jako palivo slouží vodík připravený parním reformingem fosilních paliv a jako okysličovadlo vzduch. Tyto palivové články skýtají možnost využití v kogeneračních jednotkách.

### Palivové články s tavenými uhličitany (MCFC)
V těchto palivových článcích se jako elektrolyt uplatňuje tavenina směsi alkalických (Li, Na, K) uhličitanů fixovaná v matrici tvořené nejčastěji LiAlO2. Provozní teplota těchto palivových článků mezi 600–700 °C. Uhličitany tvoří taveninu vysoce vodivých solí, kde vodivost zajišťuje CO3−II skupina.
2 CO2 + O2 + 4 e− → 2 CO3−II
CO3−II + H2 → H2O + CO2 + 2 e−
CO3−II + CO → 2 CO2 + 2 e−
V těchto palivových článcích se nemusí používat drahé katalyzátory, v palivovém článku dochází k vnitřnímu reformingu, který zvyšuje účinnost článku, a proto palivo nemusí být příliš čisté. Jako palivo slouží plyn z parního reformingu fosilních paliv a bioplynu a jako oxidační činidlo vzduch. Tyto palivové články skýtají možnost využití v kogeneračních jednotkách a elektrárnách.

### Palivové články s tuhými oxidy (SOFC)
Vysoká teplota způsobuje problémy konstrukčními materiály, zvláště pak s těsněním a tepelnou dilatací jednotlivých komponent. Jako pevný elektrolyt slouží keramické membrány na bázi ZrO2 stabilizované Y2O3. Velikou výhodou je, že nemusíme používat drahých katalyzátorů. Vzhledem k faktu, že tyto palivové články pracují při teplotě okolo 800–1000 °C, lze použít reakční produkty v expanzní turbíně, což vede k dalšímu zvýšení účinnosti [27]. Vzniklé úsady sazí při těchto teplotách reagují podle rovnic. Jako palivo slouží zemní plyn, bioplyn, plyn z parního reformingu fosilních paliv a bioplynu a jako oxidační činidlo vzduch. Tyto palivové články skýtají možnost využití v kogeneračních jednotkách a elektrárnách.
O2 + 4 e− → 2 O−II
O-II + H2 → H2O + 2 e−
4 O−II + CH4 → CO2 + 2 H2O + 8 e−
C + O2 → CO2
C + H2O → H2 + CO							
CO + H2O → H2 + CO2

## Struktura
Palivový článek se skládá ze dvou elektrod, které jsou odděleny membránou nebo elektrolytem. K anodě je přiváděno palivo (např. vodík, methan, methanol, kyselina octová, roztok glukózy), které je zde oxidováno. Ke katodě je přiváděno oxidační činidlo (např. kyslík, peroxid vodíku, thiokyanát draselný), které se zde redukuje.
Elektrody jsou většinou zhotoveny z různých kovů, nebo může jít o uhlíkové nanotrubičky. Mohou být potaženy katalyzátorem (např. platinou nebo palladiem), čímž se dosahuje vyšší účinnosti. Dnes se standardně používají elektrody s množstvím katalyzátoru 5 g/m2.
Jako elektrolyt mohou sloužit různé kyseliny (převážně H3PO4) nebo zásady (nejčastěji KOH), keramiky nebo membrány. U specifických palivových článků se používá jako elektrolyt plyn pod vysokým tlakem. Dnes nejpoužívanějším elektrolytem je KOH, který byl použit už u článků v projektu Apollo, jehož nevýhodou však je, že se oxidovadlo musí čistit od CO2, aby nedocházelo k reakci oxidu uhličitého s elektrolytem, neboť vzniklý uhličitan draselný by přestal plnit funkci elektrolytu.
Vznikající elektrické napětí je teoreticky okolo 1,23 voltu a závisí na typu paliva a kvalitě článku. U dnes nejpoužívanějších článků dosahuje nejčastěji napětí 0,5–0,95 V. Aby se dosáhlo vyššího napětí, zařazuje se více palivových článků do série. Velikost proudu závisí na ploše článku, dnes komerčně dostupné články poskytuji přibližně 0,5 W/cm².

## Reakce

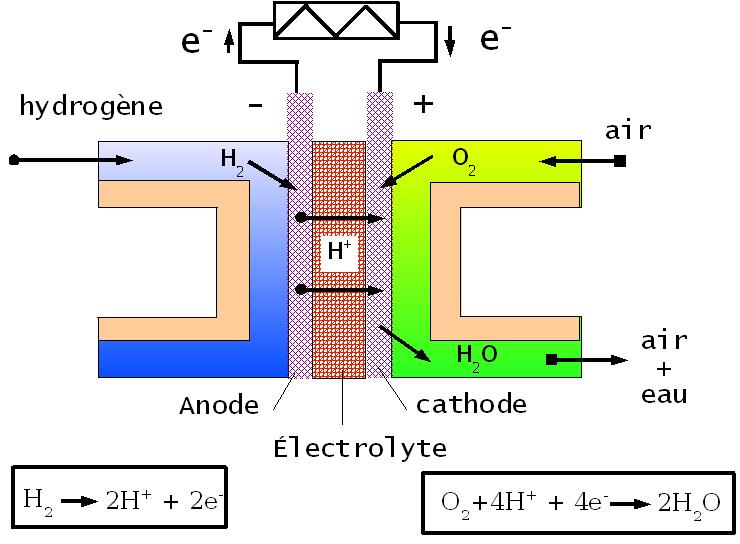
schematické vyjádření dějů v palivovém článku

Palivo se na anodě katalyticky oxiduje na kationty (například vodík na H+), které přechází přes membránu nebo do elektrolytu. Uvolněné elektrony jsou navázány anodou a putují směrem k elektrickému spotřebiči. Vzhledem k zápornému náboji elektronů teče elektrický proud v opačném směru, tedy od katody (+) přes elektrický spotřebič k anodě (−). Na katodě se oxidační činidlo redukuje na anionty (například kyslík na O2−), a ty se pak slučují s kationty (v případě vodíku a kyslíku na vodu).
Chemické rovnice:
{\displaystyle Anoda:2H_{2}\to 4H^{+}+4e^{-}}
Oxidace / odevzdání elektronu
{\displaystyle Katoda:O_{2}+4e^{-}\to 2O^{2-}}
{\displaystyle 2.krok:2O^{2-}+4H^{+}\to 2H_{2}O}
Redukce / přijmutí elektronu
{\displaystyle Souhrn:2H_{2}+O_{2}\to 2H_{2}O}
Redoxní reakce